# Англо-іспанська війна (1654—1660)
Англо-іспанська війна 1654—1660 — збройний конфлікт між Англією епохи Протекторату та Іспанією за торгове панування у Вест-Індії, і, в першу чергу, за володіння островами Ямайка та Еспаньйола. Тривав з 1654 р. по 1660 р.
Відносини Англії та Іспанії залишалися напруженими з часів Великої Армади. Лорд-протектор Олівер Кромвель вважав за необхідне розширення колоніальної присутності англійців в Карибському морі. Економічний підйом Англії в поєднанні з застоєм на Піренейському півострові робили чергове зіткнення держав неминучим.
У 1654 році знаменитий англійський адмірал Роберт Блейк блокував головний іспанський порт — Кадіс. Під час блокади був перехоплений галеон, що перевозив золото з американських колоній, і потоплена частина Вест-Індського флоту. Загальний збиток, нанесений іспанській скарбниці, оцінювався у 2 млн фунтів.
У травні 1655 року англійці висадилися на Ямайці і в короткий час заволоділи іспанським островом. У 1657-58 рр. іспанці робили спроби відвоювати острів, проте англійці, згадавши часи Френсіса Дрейка, нейтралізували загрозу шляхом залучення на свою сторону буканірів. За сприяння англійців Порт-Рояль був перетворений у плацдарм для піратських нападів на іспанські судна.
У квітні 1657 Блейк потопив ворожий флот з 16 галеонів у бухті Санта-Крус-де-Тенерифе. У тому ж році до бойових дій проти іспанців приєднався французький король Людовик XIV. Під час другої битви при Дюнкерку (14 червня 1658) об'єднані сили французів, голландців та англійців завдали нищівної поразки іспанцям.
За підсумками війни англійці зберегли за собою Ямайку — цінний плацдарм у Вест-Індії, звідки місцеві губернатори (такі, як Генрі Морган) продовжували смикати й шматувати Іспанську колоніальну імперію протягом усіх наступних десятиліть. Офіційно Ямайка була оголошена англійською колонією тільки в 1670 році.